# Las Posadas
Las Posadas (šp. prenoćišta) je naziv za devetodnevne katoličke pučke pobožnosti podrijetlom iz Meksika (Posadas Mexicanas), raširene i u Hondurasu, Gvatemali, Salvadoru, Kostariki, Nikaragvi i Panami te među Latinoamerikancima u SAD-u, koje se odvijaju između 16. i 24. prosinca tj. tijekom devet dana (novenario) , kao spomen na devet postaja Marijina i Josipova putovanje iz Nazareta u Betlehem radi popisa stanovništva i traženja prenoćišta uoči Isusova rođenja.
U sklopu pobožnosti održavaju se ophodi, u kojima se pjevaju tradicijske pjesme (Cantos de las Posadas) i litanije, hodočašća, molitvene pobožnosti (krunica, Božićna devetnica i dr.), pjevaju adventske i Božićne pjesme te održavaju kućne zabave (fiestas domiciliarias) svih devet noći pobožnosti. Američki domorodci prihvatili su procesije kao podsjetnik na proslave rođenja Huitzilopochtlia popraćene gozbama.
Procesije obično predvodi dijete odjeveno u anđela, a slijede ga djeca u zlatnim i srebrnim haljama sa svijećama, svjetiljkama i slikama Josipa i Marije na magarcu. Prate ih glazbenici i odrasli vjernici, pjevajući litanije i idući do vrata kuće (posada, prenoćište) ispred kojih zastaju, izreknu molitvu i pjevaju dok se vrata ne otvore. Sudionici procesije traže domaćina prenoćište za sv. Obitelj, što uvijek bude odbijeno. Ipak, domaćini nude osvježenje i dijele voće, slatkiši i punč sudionicima, osobito djeci. Pred svakim se prenoćištem čita odlomak iz Biblije i pjevaju božićne pjesme, često uz pratnju tamburina, kastanjeta, zviždaljki (pitos) i flauta. Procesije često započinju u atrijima crkava s postajama u pokrajnjim kapelama. Procesija se zaključuje svetom misom, nakon koje djeca otvaraju piñate, često u obliku zvijezde (podsjetnik na Betlehemsku zvijezdu), punjene sltakišima, igračkama ili novcem.
Prior samostana sv. Augustina u Acolmanu Diego de Soria zatražio je 1586. odobrenje pape Siksta V. za služenje svetih misa u vremenu posadasa (aguinaldos).

## Vanjske poveznice
|  | Zajednički poslužitelj ima još gradiva o temi Las Posadas |